# Hospodářské noviny
Hospodářské noviny (en español: "Periódico Económico") es un periódico diario publicado a nivel nacional en la República Checa.

## Historia y perfil
Hospodářské noviny fue publicado por primera vez el 21 de mayo de 1990. El periódico tiene su sede en Praga y se centra específicamente en temas de economía. El fundador y editor es una empresa conjunta, Economia que es propiedad de Zdeněk Bakala desde 2008. Se publica en formato gran formato (broadsheet).

## Circulación
La circulación de Hospodářské noviny fue de 75,000 ejemplares en 2002. En octubre de 2003, el periódico tenía una circulación de 74,195 ejemplares. La circulación del periódico fue de 66,024 ejemplares en diciembre de 2004. Fue de 67,000 ejemplares en 2004 en su conjunto.
En 2007, la circulación del periódico fue de 58,783 ejemplares. La circulación de Hospodářské noviny fue de 57,390 ejemplares en 2008 y 54,285 ejemplares en 2009. Fue de 44,225 ejemplares en 2010 y 41,933 ejemplares en 2011. A partir de septiembre de 2013, era el noveno periódico más ampliamente circulado en el país, con una circulación de 43,000 ejemplares.